# Елени Хадзопулу
Елени Хадзопулу (на гръцки: Ελένη Χατζοπούλου) е македонска гъркоманка, деятелка на Гръцката въоръжена пропаганда в Западна Македония.

## Биография
Елени Хадзопулу е родена в 1896 година в костурското село Желево. Дъщеря е на поп Илияс Хр. Евтимиу, който преди това е гръцки учител в Раково. След смъртта му, семейството получава фамиията Папаилиу (Попилиеви). Според друг източник е от Герман.
Елени с брат си Панделис снабдява с храна андартските чети в Писодер. Също така се грижи за ранените четници. В 1913 година се жени за Лазар Киров, син на андартския капитан от Желево Павел Киров. След като овдовява се жени за Евтимиос Хадзопулос в Герман. Призната е за македонски борец от втори ред. Умира в 1976 година в Герман. На 29 декември 2010 година в Ръмби е открит неин бюст от демарха на дем Преспа Лазарос Налбантидис.